# Atractylocarpus alpinus
Atractylocarpus alpinus là một loài Rêu trong họ Dicranaceae. Loài này được (Schimp. ex Milde) Lindb. mô tả khoa học đầu tiên năm 1886.